# HC Slovan Louny
HC Slovan Louny (celým názvem: Hockey Club Slovan Louny) je český klub ledního hokeje, který sídlí v Lounech v Ústeckém kraji. Založen byl v roce 1933 pod názvem SK Čechie Louny. Svůj současný název nese od roku 1990. V sezóně 2012/13 se klub stal mistrem krajského přeboru Ústeckého kraje a postoupil do kvalifikace o 2. ligu. V sezoně 2013/14 se přihlásil do Pražské krajské ligy, ve které obsadil celkové páté místo a stal se tak nejlepším týmem z nepostupujících do play off. Od sezóny 2017/18 působí v Ústecké krajské lize, čtvrté české nejvyšší soutěži ledního hokeje. Klubové barvy jsou modrá a bílá.
Své domácí zápasy odehrává na zimním stadionu Louny s kapacitou 2 500 diváků.

## Historie

### 30. léta
Oficiální existence lounského hokejového klubu se datuje do roku 1933. Počátky hraní ledního hokeje v Lounech ale byly položeny už v roce 1931.
Tehdy šlo ale spíš o takové první pokusy, hrálo se na zamrzlé řece s kusem ulomeného klacku. První oficiální zápas se uskutečnil 10. prosince 1933 proti SK Kladno. Šlo o dvojzápas a vzhledem k tomu, že soupeř to byl poměrně silný, nebyly prohry 1:14 a 4:12 žádnou velkou ostudou.
Založen byl ale i konkurenční klub Sokol Louny. V roce 1934 se tak odehrála série několika utkání mezi oběma městskými rivaly. A souboje to byly pořádné. Ačkoliv se může zdát, že v tehdejší době byl i sport gentlemanskou záležitostí, dobové referáty z novin hovoří úplně jinak.
“...Toto s napětím očekávané místní derby se stalo kořistí Sokola, který vskutku předváděl prvotřídní hru. Hráči Čechie však této nedovedli čeliti jinak než surovou hrou. Ani ta však nepomohla k vítězství…,” praví výstřižek z tehdejších novin (dvakrát vyhrál Sokol, jednou byla remíza.)
Další noviny ale hovoří úplně jinak: “ Odvetný zápas na hřišti Sokola. Krásný led, krásná návštěva, ale nemožný soudce pan B. Zápas sám sliboval být jedním z nejkrásnějších zápasů tohoto sportu, avšak během hry, zásluhou úplně neschopného soudce, který nezná ani nejprimitivnější pravidla hry, došlo k několika ošklivým faulům, které zanechaly neblahé následky na dvou hráčích Čechie. Výsledek, jenž byl docílen byl úplně neregulerní, jelikož soudce neznajíc pravidel uznal Sokolu dvě neregulerní branky…”
Po stránce materiálního zabezpečení nebyla první léta nijak snadná. Výstroj si hráči Loun museli půjčovat od fotbalistů, brusle ani zdaleka nepřipomínaly ty, na kterých se v tehdejší době hrálo. Jen díky obětavosti mnohých členů se podařilo vybudovat pro klub solidní základ, na kterém se později postavily všechny lounské úspěchy.
Postupně začali hráči Čechie Louny získávat cenné zkušenosti a začaly se dostavovat první úspěchy. První celá sezona 1934/5 se nesla spíše ve znamení proher. V sezoně 1935/6 byla založena župa kanadského hokeje v Mostě, která vypsala Pohár českého slova. Vzhledem k tehdejším podmínkám byla ale soutěž toho roku jen rozehrána. Pro nepřízeň počasí se dohrávalo až v sezoně 1937/8 Jelikož bylo nutné rychle oznámit vítěze poháru na svaz ledního hokeje, rozhodl způsob dnes již nevídaný - los. První skupinu vyhrál tým Karlových Varů, druhou Čechie. A los určil za vítěze Čechii!
Bohužel, klubu tehdy chyběly peníze. Kdyby měl více finančních prostředků, postoupilo by mužstvo Čechie do vyšší soutěže.

### Druhá světová válka
Tyto úspěchy byly následně násilně ukončeny německou okupací. V roce 1938 přišla mnichovská zrada, odtržení pohraničí a tím pádem i reorganizace hokejových soutěží. Čechie byla dočasně zařazena do župy v Rakovníku.
Rok 1939 a ustanovení Protektorátu Čechy a Morava znamenalo i rozpuštění Sokola. Čechie tak přišla o městského rivala. Klub byl zařazen do středočeské župy a díky dlouhé zimě se odehrálo 22 utkání, z toho 20 vítězných.
Pro ročník 1940/41 byla ustanovena kladenská župa. Čechie spadala do její tzv. extratřídy, ve které hrály čtyři týmy a Louny skončily na druhém místě s bilancí 10 výher, 1 prohra. Stejný výsledek zopakovali hráči Čechie i o rok později.
V sezoně 1942/3 bylo sehráno jen 6 utkání. Jelikož Čechie ovládla soutěž a stala se mistrem kladenské župy, hrála kvalifikaci o svazovou ligu. V utkání s Libní ale neuspěli.
Sezona 1943/4 byla nepříznivě ovlivněna nejen další reorganizací, ale také absencí kapitána Víchy, který byl nasazen na nucené práce v Německu. Bohužel vlivem nepříznivých událostí Čechie z divize Sever sestoupila.
Sezona 1944/5 byla opět ze sportovního hlediska trápením. Kvůli omezení cestování občanů Protektorátu se hrálo jen oblastní mistrovství, které Louny s přehledem ovládly. Pozitivní událostí ale bylo vytvoření týmu dorostenců a žáků, kteří odehráli svá první utkání.

### Poválečné období - 40. a 50. léta
Po válce začal lounský hokej vzkvétat.
Hned v sezoně 1945/46 se hráči Čechie stali mistry kladenské župy a pro příští ročník 1946/7 byli nasazeni do divize Západ A. Při dnešním pojmenování jednotlivých soutěží by nemuselo být všem jasné, o jakou soutěž vlastně šlo. Byla to druhá nejvyšší hokejová liga v Československu, vítězové divizí se navzájem střetávali o postup do ligy.
Tato milá povinnost se nevyhnula ani Čechii. Lounští se utkali s týmem SK Felbabka, a to na ledě soupeře. Tenkrát stále nebylo nic zvláštního na tom, že některá mužstva stále hrála své zápasy na rybníce.
Smůlou pro Čechii byly klimatické podmínky. Počasí bylo mnohem teplejší, než by bylo potřeba, a proto nedosahoval led takové kvality. Lounští sice vedli 3:0, nakonec ale prohráli 3:7!
Příští ročník byl ale zklamáním. Odehrála se jen dvě utkání, která se ani řádně nedohrála. Kvůli politické situaci a následnému komunistickému převratu navíc došlo ke sloučení Čechie a obnoveného Sokola. Tým tak vystupoval pod hlavičkou Sokol Louny. Tím se upustilo i od hraní na původním kluzišti, a tým se přestěhoval na letní cvičiště Sokola. Vždy před zimou se zde vytvořil led a připravilo se vše potřebné, aby se to na jaře zase sklidilo.
Od sezony 1949/50 došlo k restrukturalizaci hokejových soutěží, a Louny tak nově spadaly do oblastního mistrovství. V něm se Louny udržely až do roku 1957, kdy následkem hospodářských problémů, zmatků v organizačních strukturách soutěží a dalších faktorů spadly do krajského přeboru.
Zpátky o soutěž výš se ale dostali hned v sezoně příští, tj. 1957/58. Přesto ale vedení Tělovýchovné jednoty házelo hokejovému klubu klacky pod nohy, když jim bylo zatěžko financovat i ty nejzákladnější výdaje.

### 60. léta
Ještě v polovině 50. let se začalo uvažovat o stavbě stálého zimního stadionu. Prostory letního cvičiště už nebyly dostatečným zázemím, jako v prvních letech historie lounského hokeje.´
Byla tedy podána žádost o přidělení pozemku u starého, již nefungujícího cukrovaru. Ta byla schválena a hráči TJ Louny se mohli těšit na svůj vlastní hokejový stadion. Dodnes se ulice, ve které zimní stadion stojí, jmenuje Cukrovarská zahrada.
Ačkoliv stadion jako takový ještě nebyl plně funkční, kluziště už bylo hotové a tak se hokej od roku 1959/60 přesunul na místo, kde se hraje dodnes.
Obrovskou zásluhu na vybudování stadionu měl Ing. Miroslav Šubrt. Ten ze své cesty do Kanady přivezl i na tu dobu velmi moderní technologii vytváření ledu, a Louny se staly jedním z prvních míst v Československu i střední Evropě, kde byla tato technologie využita.
Led byl vytvořen na polyetylenových trubkách zapuštěných v antuce, později v písku. Až poté tento způsob adoptovaly i další zimní stadiony.
Zajímavostí je, že tímto způsobem se v Lounech chladilo až do rekonstrukce stadionu v devadesátých letech minulého století. Dnes už jsou trubky uloženy ve vrstvách leštěného betonu a v době, kdy není udělán led, se může na lounském zimáku hrát i inline hokej.
Samozřejmě šlo původně o stadion nekrytý, jak bylo tenkrát obvyklé. Zastřešení proběhlo až po dlouhých dvaceti letech v roce 1985.
Další zajímavostí je na lounském zimním stadionu fakt, že jsou dodnes používány kompresory ČKD VN 400 ze 70. let. Někomu by se sice mohlo zdát, že jde o zastaralou technologii v dnešní době moderních kompresorů, je tomu ale přesně naopak. Svou spolehlivostí a nízkou poruchovostí jsou staré VN 400 zárukou nejnižších možných nákladů na provoz.
V ročníku 1960/61 působil lounský klub v 1.B třídě. Z té sice postoupil do “áčkové” soutěže, ale po špatných výkonech a zisku pouhých čtyř bodů se okamžitě vrátili do béčka.
Pro sezonu 1963/64 Louny výrazně posilují a vrací se zpět mezi A třídu. Jako trenér přichází Karel Straka, bývalý reprezentační brankář a odchovanec klubu. Posiluje i hráčský kádr. Vše se připravovalo na oficiální otevření zimního stadionu v příštím roce.
Velkým milníkem sezony 1965/66 je ale kromě otevření zimního stadionu i založení samostatné organizace TJ Slovan Louny. Klub se tak definitivně zbavil problémů, které mu způsobovalo členství v TJ Louny společně s dalšími kluby. Od té doby se začala psát úplně nová éra.
V 70. letech se začaly rozrůstat i mládežnické kategorie, ze kterých později vzešlo mnoho úspěšných hokejistů. Z těchto hráčů můžeme jmenovat například Jana Alinče, dlouholetého hráče Litvínova, který si zkusil i německou nebo finskou ligu a dokonce byl v roce 1992 draftován týmem NHL Pittsburgh Penguins.
Při otevření zimního stadionu se městem nesla velká sláva. Na zahájení byli přítomní i činovníci tělovýchovného svazu, hokejového svazu, jako hosté byli pozváni krasobruslařští sourozenci Romanovi. Oficiálnímu otevření lounského zimáku přihlíželo 4000 lidí.
V sezoně 1966/67 odchází z trenérského postu Straka a nahrazuje ho František Plánička. Ten začíná prosazovat cestu vlastních odchovanců. V Lounech se tak začíná budovat struktura žákovských a dorosteneckých týmů.

### 70. a 80. léta
V roce 1970 se povedl obrovský úspěch, a to postup do II. Národní hokejové ligy. Roky strávené v této soutěži byly střídavé úspěšné i méně úspěšné, až se v sezoně 1981/82 Louny dostaly dokonce do druhé nejvyšší československé soutěže. Tento úspěch však neměl dlouhého trvání, hned v prvním roce svého působení v soutěži Louny z ligy opět spadly. Pak hrál Slovan dlouhou dobu II. Národní hokejovou ligu.
Dalším významným milníkem je určitě rok 1985, nesoucí se ve znamení zastřešení zimního stadionu. O zastřešení se rozhodlo v roce 1983, realizace probíhala dva roky. I v tomto ohledu je lounský zimák unikátní. Pro účely zastřešení se povedlo získat nosníky starého tramvajového mostu v Praze - Tróje, který se tehdy rozebíral. Tyto nosníky se převezly do Loun a na nich stojí střecha zimního stadionu dodnes.

### 90. léta
Po revoluci už se hokejistům Slovanu nepodařilo navázat na celkem úspěšná 80. léta. V sezoně 1989/90 se ve II. lize zachránili pouze díky reorganizaci soutěže. V sezoně 1990/91 skončil Slovan na pátém místě, stejně jako o rok později. Posledním zábleskem byla sezona 1992/3 ve které skončil klub na celkovém 4. místě.
Ročník 1993/4 byl ale obrovským zklamáním. Hráči Slovanu skončili na 16. místě a ze druhé ligy se tak poroučeli do severočeského přeboru. V ročníku 1994/5 v něm obsadili třetí místo, o rok později ho ovládli a pokusili se vrátit zpět do II. ligy. Kvalifikace s Porubou se ale vůbec nevydařila a Slovan si musel na svůj návrat ještě rok počkat.
V ročníku 1996/97 znovu Slovan ovládl severočeský regionální přebor a měl tak právo utkat se o postup do II. národní hokejové ligy. Souboj s týmem z Havlíčkova Brodu zvládl a těšil se tak na návrat o patro výš.
Sezona 1997/8 ale byla pro Slovan opět utrpením. Z druhé ligy opět rychle sestoupili po velmi špatném výkonu a umístění na celkovém 16. místě.
Ještě o rok později jako vítězové severočeského přeboru opět hráli kvalifikaci, ale na Hvězdu Praha nestačili.

### 21. století
V sezoně 2001/02 došlo k odkoupení licence na II. ligu od Hradce Králové. Pod hlavičkou Hradce také hokejisté Slovanu tento ročník dohráli a v play off vypadli v 1. kole se Strakonicemi. V sezoně 2002/03 se ještě umístili na 9. místě, ale pak následoval návrat do regionálních soutěží, kde se Slovan drží dodnes.
Mimořádně úspěšná byla pro Slovan zatím poslední celá odehraná sezona 2012/13. V ní se stal Slovan nejen mistrem krajské hokejové ligy, ale hrál i kvalifikaci o postup do druhé ligy. I když v ní klub neuspěl, po dlouhé době byl v Lounech opět k vidění kvalitní hokej. Radost mohli mít diváci i z na místní poměry velké podpory fanoušků. Do ochozů stadionu se jich na některá utkání přišlo podívat i pět set.
Počínaje sezonou 2013/14 hraje Slovan Louny pražský přebor. Důvodů k tomu bylo několik. Především ten, že  se téměř rozpadl vzhledem k tomu, že hřiště soupeřů byla poškozena jarními povodněmi. V této sezoně se tým umístil s 31 body na 5. místě v tabulce.

### Dodnes
V současně době hrají ústeckou krajskou ligu.

## Historické názvy
Zdroj:
- 1933 – SK Čechie Louny (Sportovní klub Čechie Louny)
- 1948 – Sokol Čechie Louny
- 1950 – ZSJ Železničáři Louny (Základní sportovní jednota Železničáři Louny)
- 1957 – TJ Louny (Tělovýchovná jednota Louny)
- 1965 – TJ Slovan Louny (Tělovýchovná jednota Slovan Louny)
- 1990 – HC Slovan Louny (Hockey Club Slovan Louny)

## Přehled ligové účasti
Stručný přehled
Zdroj:
- 1939–1940: Balounkova I. B třída – sk. Západ (3. ligová úroveň v Protektorátu Čechy a Morava)
- 1940–1943: Kladenská I. A třída (2. ligová úroveň v Protektorátu Čechy a Morava)
- 1943–1944: Divize – sk. Sever (2. ligová úroveň v Protektorátu Čechy a Morava)
- 1945–1946: Kladenská I. A třída – sk. ? (3. ligová úroveň v Československu)
- 1946–1949: Západočeská divize – sk. B (2. ligová úroveň v Československu)
- 1949–1950: Oblastní soutěž – sk. A2 (2. ligová úroveň v Československu)
- 1950–1951: Oblastní soutěž – sk. B (2. ligová úroveň v Československu)
- 1969–1970: Divize – sk. B (3. ligová úroveň v Československu)
- 1970–1971: 1. ČNHL – sk. A (2. ligová úroveň v Československu)
- 1971–1973: Divize – sk. B (3. ligová úroveň v Československu)
- 1973–1977: 2. ČNHL – sk. A (3. ligová úroveň v Československu)
- 1977–1979: 2. ČNHL – sk. C (3. ligová úroveň v Československu)
- 1979–1981: Severočeský krajský přebor (3. ligová úroveň v Československu)
- 1981–1982: 1. ČNHL – sk. A (2. ligová úroveň v Československu)
- 1988–1989: Severočeský krajský přebor (4. ligová úroveň v Československu)
- 1989–1993: 2. ČNHL – sk. A (3. ligová úroveň v Československu)
- 1993–1994: 2. liga – sk. Západ (3. ligová úroveň v České republice)
- 1994–1997: Severočeský krajský přebor (4. ligová úroveň v České republice)
- 1997–1998: 2. liga – sk. Západ (3. ligová úroveň v České republice)
- 1998–2002: Severočeský krajský přebor (4. ligová úroveň v České republice)
- 2002–2006: 2. liga – sk. Západ (3. ligová úroveň v České republice)
- 2006–2007: Ústecký krajský přebor (4. ligová úroveň v České republice)
- 2007–2010: Ústecký a Karlovarský krajský přebor (4. ligová úroveň v České republice)
- 2010–2011: Ústecká krajská liga (4. ligová úroveň v České republice)
- 2011–2012: Ústecká a Karlovarská krajská liga (4. ligová úroveň v České republice)
- 2012–2013: Ústecká krajská liga (4. ligová úroveň v České republice)
- 2013–2017: Pražská krajská liga (4. ligová úroveň v České republice)
- 2017– : Ústecká krajská liga (4. ligová úroveň v České republice)

Jednotlivé ročníky
Zdroj:
Legenda: ZČ - základní část, červené podbarvení - sestup, zelené podbarvení - postup, fialové podbarvení - reorganizace, změna skupiny či soutěže
| Protektorát Čechy a Morava (1939 – 1944) |                                      |           |           |                                                 |                                 |
| Sezóny                                   | Soutěž                               | Úroveň    | ZČ        | Play-off, nadstavba, sk. o udržení...           | Poznámky                        |
| 1939/40                                  | Balounkova I. B třída – sk. Západ    | 3. úroveň | 1. místo  |                                                 | Reorganizace                    |
| 1940/41                                  | Kladenská I. A třída                 | 2. úroveň | 2. místo  |                                                 |                                 |
| 1941/42                                  | Kladenská I. A třída                 | 2. úroveň | 2. místo  |                                                 |                                 |
| 1942/43                                  | Kladenská I. A třída                 | 2. úroveň | 1. místo  | Kvalifikace o 1. ligu, 1. kolo (prohra)         | Reorganizace                    |
| 1943/44                                  | Divize – sk. Sever                   | 2. úroveň | 4. místo  |                                                 | Sestup                          |
| Československo (1945 – 1993)             |                                      |           |           |                                                 |                                 |
| Sezóny                                   | Soutěž                               | Úroveň    | ZČ        | Play-off, nadstavba, sk. o udržení...           | Poznámky                        |
| 1945/46                                  | Kladenská I. A třída – sk. ?         | 3. úroveň | 1. místo  |                                                 | Postup                          |
| 1946/47                                  | Západočeská divize – sk. A           | 2. úroveň | 1. místo  | Kvalifikace o 1. ligu, divize ČV (prohra)       |                                 |
| 1947/48                                  | Západočeská divize – sk. A           | 2. úroveň | –. místo  |                                                 | Soutěž nedohrána                |
| 1948/49                                  | Západočeská divize – sk. A           | 2. úroveň | 3. místo  |                                                 | Reorganizace                    |
| 1949/50                                  | Oblastní soutěž – sk. A2             | 2. úroveň | 3. místo  |                                                 | Změna skupiny                   |
| 1950/51                                  | Oblastní soutěž – sk. B              | 2. úroveň | 6. místo  |                                                 | Reorganizace                    |
| ...                                      |                                      |           |           |                                                 |                                 |
| 1969/70                                  | Divize – sk. B                       | 3. úroveň | 1. místo  | Kvalifikace o ČNHL (2. místo)                   | Postup                          |
| 1970/71                                  | 1. ČNHL – sk. A                      | 2. úroveň | 15. místo |                                                 | Sestup                          |
| 1971/72                                  | Divize – sk. B                       | 3. úroveň | 2. místo  |                                                 |                                 |
| 1972/73                                  | Divize – sk. B                       | 3. úroveň | 2. místo  |                                                 | Reorganizace                    |
| 1973/74                                  | 2. ČNHL – sk. A                      | 3. úroveň | 4. místo  |                                                 |                                 |
| 1974/75                                  | 2. ČNHL – sk. A                      | 3. úroveň | 3. místo  |                                                 |                                 |
| 1975/76                                  | 2. ČNHL – sk. A                      | 3. úroveň | 7. místo  |                                                 |                                 |
| 1976/77                                  | 2. ČNHL – sk. A                      | 3. úroveň | 7. místo  |                                                 | Změna skupiny                   |
| 1977/78                                  | 2. ČNHL – sk. C                      | 3. úroveň | 3. místo  |                                                 |                                 |
| 1978/79                                  | 2. ČNHL – sk. C                      | 3. úroveň | 4. místo  |                                                 | Reorganizace                    |
| 1979/80                                  | Severočeský krajský přebor           | 3. úroveň | 1. místo  |                                                 |                                 |
| 1980/81                                  | Severočeský krajský přebor           | 3. úroveň | 1. místo  |                                                 | Postup                          |
| 1981/82                                  | 1. ČNHL – sk. A                      | 2. úroveň | 12. místo |                                                 | Sestup                          |
| ...                                      |                                      |           |           |                                                 |                                 |
| 1988/89                                  | Severočeský krajský přebor           | 3. úroveň | 1. místo  |                                                 | Postup                          |
| 1989/90                                  | 2. ČNHL – sk. A                      | 3. úroveň | 8. místo  |                                                 |                                 |
| 1990/91                                  | 2. ČNHL – sk. A                      | 3. úroveň | 5. místo  | Skupina o udržení A (1. místo)                  |                                 |
| 1991/92                                  | 2. ČNHL – sk. A                      | 3. úroveň | 5. místo  |                                                 |                                 |
| 1992/93                                  | 2. ČNHL – sk. A                      | 3. úroveň | 4. místo  |                                                 | Reorganizace                    |
| Česko (1993 – )                          |                                      |           |           |                                                 |                                 |
| Sezóny                                   | Soutěž                               | Úroveň    | ZČ        | Play-off, nadstavba, sk. o udržení...           | Poznámky                        |
| 1993/94                                  | 2. liga – sk. Západ                  | 3. úroveň | 16. místo | Ne                                              | Sestup                          |
| 1994/95                                  | Severočeský krajský přebor           | 4. úroveň | 3. místo  |                                                 |                                 |
| 1995/96                                  | Severočeský krajský přebor           | 4. úroveň | 1. místo  |                                                 | sk. o udr.                      |
| 1996/97                                  | Severočeský krajský přebor           | 4. úroveň | 1. místo  |                                                 | sk. o udr.                      |
| 1997/98                                  | 2. liga – sk. Západ                  | 3. úroveň | 16. místo | Ne                                              | Sestup                          |
| 1998/99                                  | Severočeský krajský přebor           | 4. úroveň | 1. místo  |                                                 | Baráž                           |
| 1999/00                                  | Severočeský krajský přebor           | 4. úroveň | 3. místo  |                                                 |                                 |
| 2000/01                                  | Severočeský krajský přebor           | 4. úroveň | 2. místo  |                                                 |                                 |
| 2001/02                                  | Severočeský krajský přebor           | 4. úroveň | 4. místo  |                                                 | Koupě licence od Hradce Králové |
| 2002/03                                  | 2. liga – sk. Západ                  | 3. úroveň | 11. místo | Ne                                              | sk. o udr.                      |
| 2003/04                                  | 2. liga – sk. Západ                  | 3. úroveň | 8. místo  | Osmifinále                                      |                                 |
| 2004/05                                  | 2. liga – sk. Západ                  | 3. úroveň | 10. místo | Ne                                              | sk. o udr.                      |
| 2005/06                                  | 2. liga – sk. Západ                  | 3. úroveň | 12. místo | Ne                                              | sk. o udr.                      |
| 2006/07                                  | Ústecký krajský přebor               | 4. úroveň | 4. místo  | Nadstavbová část (5. místo)                     | Reorganizace                    |
| 2007/08                                  | Ústecký a Karlovarský krajský přebor | 4. úroveň | 3. místo  | Nadstavba ÚS kraje (3. místo)                   |                                 |
| 2008/09                                  | Ústecký a Karlovarský krajský přebor | 4. úroveň | 3. místo  | Nadstavba ÚS kraje (2. místo)                   |                                 |
| 2009/10                                  | Ústecký a Karlovarský krajský přebor | 4. úroveň | 2. místo  |                                                 | Reorganizace                    |
| 2010/11                                  | Ústecká krajská liga                 | 4. úroveň | 3. místo  |                                                 | Reorganizace                    |
| 2011/12                                  | Ústecká a Karlovarská krajská liga   | 4. úroveň | 3. místo  | Nadstavba ÚS kraje (2. místo)                   | Reorganizace                    |
| 2012/13                                  | Ústecká krajská liga                 | 4. úroveň | 2. místo  | Vítěz; kvalifikace o 2. ligu – sk. A (2. místo) | Přechod do jiného kraje         |
| 2013/14                                  | Pražská krajská liga                 | 4. úroveň | 5. místo  | Skupina o umístění (5. místo)                   |                                 |
| 2014/15                                  | Pražská krajská liga                 | 4. úroveň | 6. místo  | Skupina o umístění (6. místo)                   |                                 |
| 2015/16                                  | Pražská krajská liga                 | 4. úroveň | 3. místo  |                                                 |                                 |
| 2016/17                                  | Pražská krajská liga                 | 4. úroveň | 5. místo  |                                                 | Přechod do jiného kraje         |
| 2017/18                                  | Ústecká krajská liga                 | 4. úroveň | 3. místo  | Finále                                          |                                 |
| 2018/19                                  | Ústecká krajská liga                 | 4. úroveň | 1. místo  | Vítěz                                           | Kvalifikace                     |
| 2019/20                                  | Ústecká krajská liga                 | 4. úroveň | 1. místo  | Finále                                          |                                 |
| 2020/21                                  | Ústecká krajská liga                 | 4. úroveň | –. místo  |                                                 | Zrušeno                         |
| 2021/22                                  | Ústecká krajská liga                 | 4. úroveň | 2. místo  | Finále                                          |                                 |
| 2022/23                                  | Ústecká krajská liga                 | 4. úroveň | 5. místo  |                                                 |                                 |
| 2023/24                                  | Ústecká krajská liga                 | 4. úroveň | 2. místo  | Semifinále                                      |                                 |
| 2024/25                                  | Ústecká krajská liga                 | 4. úroveň | 3. místo  | Semifinále                                      |                                 |